# Halichondria oshoro
Halichondria oshoro är en svampdjursart som beskrevs av Tanita 1961. Halichondria oshoro ingår i släktet Halichondria och familjen Halichondriidae. Inga underarter finns listade i Catalogue of Life.